# Bread and Authority in Russia
Bread and Authority in Russia, 1914-1921 ( Pan y autoridad en Rusia, 1914-1921), es un libro de historia de Lars T. Lih sobre la crisis alimentaria en el Imperio Ruso y la Unión Soviética (comunismo de guerra).

## Descripción
En su controvertido trabajo, que originalmente era una tesis doctoral, afirma que el período de siete años que examinó fue la clave para comprender las causas y el curso de la Revolución Rusa . El libro, que contiene dieciocho tablas, diecisiete de las cuales están en el capítulo final, está destinado a especialistas e incluye una lista bibliográfica útil para los investigadores de la crisis alimentaria rusa de los tiempos de la Primera Guerra Mundial y comunismo de guerra .